# Circuit Het Nieuwsblad féminin 2013
Pour la course masculine, voir Circuit Het Nieuwsblad 2013.
La 8e édition du Circuit Het Nieuwsblad féminin a eu lieu le 23 février 2013. La course fait partie du calendrier international féminin UCI 2013 en catégorie 1.2. C'est également la première épreuve internationale disputée en Europe pour les féminines et est considérée comme le début de la saison des classiques.

## Classements

### Classement final
| \| Classement général \| Classement général \| Classement général \| Classement général \| Classement général \| \| Coureuse \| Coureuse \| Pays \| Équipe \| Temps \| \| ------------------ \| -------------------- \| ------------------ \| --------------------- \| ------------------ \| \| 1re \| Tiffany Cromwell \| Australie \| Orica-AIS \| 3 h 34 min 00 s \| \| 2e \| Megan Guarnier \| États-Unis \| Rabo Women \| + 3 s \| \| 3e \| Emma Johansson \| Suède \| Orica-AIS \| + 12 s \| \| 4e \| Annemiek van Vleuten \| Pays-Bas \| Rabo Women \| + 12 s \| \| 5e \| Shelley Olds \| États-Unis \| Tibco-To the Top \| + 12 s \| \| 6e \| Ellen van Dijk \| Pays-Bas \| Specialized-Lululemon \| + 12 s \| \| 7e \| Chantal Blaak \| Pays-Bas \| Tibco-To the Top \| + 12 s \| \| 8e \| Anna van der Breggen \| Pays-Bas \| Sengers \| + 12 s \| \| 9e \| Roxane Knetemann \| Pays-Bas \| Rabo Women \| + 12 s \| \| 10e \| Loes Gunnewijk \| Pays-Bas \| Orica-AIS \| + 12 s \| |                      |            |                       |                 |
| |                      |            |                       |                 |
| Source : Cycling Quotient |                      |            |                       |                 |
| Classement général |                      |            |                       |                 |
| Coureuse | Coureuse             | Pays       | Équipe                | Temps           |
| 1re | Tiffany Cromwell     | Australie  | Orica-AIS             | 3 h 34 min 00 s |
| 2e | Megan Guarnier       | États-Unis | Rabo Women            | + 3 s           |
| 3e | Emma Johansson       | Suède      | Orica-AIS             | + 12 s          |
| 4e | Annemiek van Vleuten | Pays-Bas   | Rabo Women            | + 12 s          |
| 5e | Shelley Olds         | États-Unis | Tibco-To the Top      | + 12 s          |
| 6e | Ellen van Dijk       | Pays-Bas   | Specialized-Lululemon | + 12 s          |
| 7e | Chantal Blaak        | Pays-Bas   | Tibco-To the Top      | + 12 s          |
| 8e | Anna van der Breggen | Pays-Bas   | Sengers               | + 12 s          |
| 9e | Roxane Knetemann     | Pays-Bas   | Rabo Women            | + 12 s          |
| 10e | Loes Gunnewijk       | Pays-Bas   | Orica-AIS             | + 12 s          |

### Barème des points UCI
| Position           | 1er | 2e | 3e | 4e | 5e | 6e | 7e | 8e |
| Classement général | 40  | 30 | 16 | 12 | 10 | 8  | 6  | 3  |